# 西鶴一代女
『西鶴一代女』（さいかくいちだいおんな）は、1952年（昭和27年）4月17日公開の日本映画である。児井プロダクション・新東宝製作、東宝配給。監督は溝口健二、主演は田中絹代。モノクロ、スタンダード、148分。
原作は井原西鶴の浮世草子『好色一代女』で、依田義賢が脚色した。封建制度下の江戸時代を舞台に、男に弄ばれ悲劇的流転の人生を歩んだ女性・お春の一生を描き、溝口が得意とするワンシーン・ワンカットの長回しや流麗なカメラワークが随所で効果をあげた。海外では特に作品を高く評価しており、後のフランスヌーヴェルヴァーグの映画作家にも大きな影響を与え、ヨーロッパ映画界では長回しの流行を生じさせることとなった。ヴェネツィア国際映画祭で国際賞を受賞している。
当時、溝口と主演の田中はそれぞれスランプにあっていたが、溝口は『羅生門』（黒澤明監督）のヴェネツィア国際映画祭金獅子賞受賞に刺激を受けて、本作を並々ならぬ熱意を込めて作った結果、作品は海外で賞を受賞し、田中も一世一代の名演を披露。この作品で両者はスランプを脱することに成功した。

## あらすじ

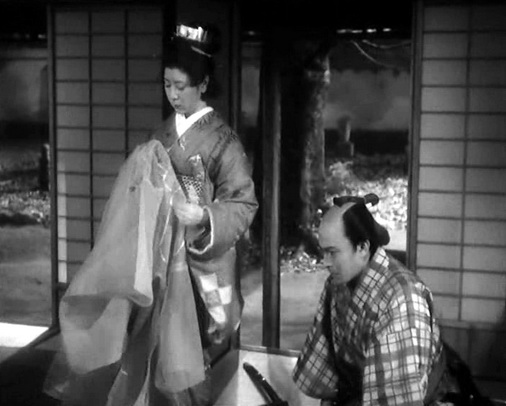
田中絹代と三船敏郎。

奈良の街外れの荒寺に老醜を厚化粧で隠した娼婦のお春がいた。羅漢堂に入ったお春はさまざまな仏像を見ていくうちに、今までに関わってきた男たちの顔を思い出すのだった。
御所に勤めていた十代のお春は、以前からお春に想いを寄せていた公卿の若党、勝之介に宿に連れ込まれたところを役人に見つかってしまう。お春は両親ともども洛外追放となり、勝之介は斬首となった。都を追われ、両親とともに息をひそめるように生きていたお春だが、いまだ世継ぎのない主君の側室を探していた松平家の家中に見出され、同家に輿入れすることになる。殿様との間にめでたく嗣子をもうけたお春だが、奥方の妬みにあい、用済みとばかりに実家へ返されてしまった。
お春は金策に詰まった父親に島原の郭に売られ、太夫となる。ある日、郭で金をばら撒いていた田舎大尽が彼女を見初め、身請けしたいと言い出した。自分を思ってくれるならと心を決めかけたお春だが、実は彼は贋金作りで、踏み込んできた役人に捕らえられてしまう。廓を出て笹屋嘉兵衛の住み込み女中となったお春だが、今度は笹屋の客の菱屋太三郎によって彼女の前身が分かったことから、嘉兵衛の妻のお和佐に嫉妬され、追い出されてしまう。

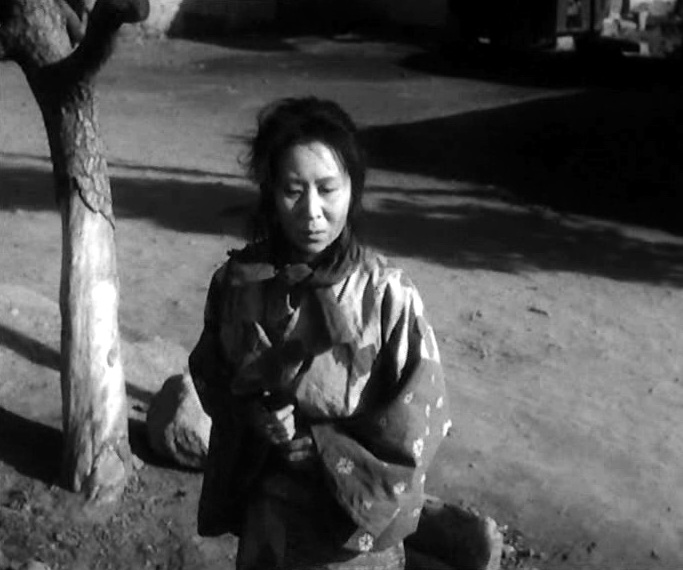
田中絹代

実家に戻ったお春は、善良で働き者である扇屋の弥吉のもとへ嫁入りし、やっとささやかだが幸福な暮らしを手に入れたかにみえたが、外出先で弥吉が物盗りに襲われて殺され、無一物で店を出ることになる。世をはかなみ、老尼の妙海の世話になることにしたお春は、借金の取り立てに来た笹屋の大番頭治平に犯されそうになったところを妙海に見られてしまい、寺を追い出されてしまった。
嘉兵衛の番頭だった文吉と出会ったお春は、彼と行動を共にするが、文吉はお春のために店の品を盗んだことが分かり、桑名で捕らえられてしまう。そうしていつしかお春は三味線を弾きながら物乞いをする女になっていた。空腹の余り倒れたところを介抱してくれた二人の夜鷹に誘われ、ついにお春は街娼にまで身を落すことになるが、長年の過労がたたって倒れてしまう。
そこへお春を探していた母のともが現れ、松平家の殿が亡くなり若殿が後を継ぐので、共に暮らせることになったと知らせるが、その喜びもつかの間だった。お春が娼婦に身を落していたことを問題視した重役たちは、お春には息子である若殿の顔を遠くから一目見ることしか許さず、そのまま彼女を幽閉しようとする。隙をみて逃げ出したお春はただ一人、孤独な巡礼の旅に出るのだった。

## スタッフ
- 監督：溝口健二
- 脚本：依田義賢
- 製作：児井英生
- 原作：井原西鶴『好色一代女』より
- 撮影：平野好美
- 音楽：斎藤一郎
- 美術：水谷浩
- 照明：藤林甲
- 録音：神谷正和
- 監修：吉井勇
- 編集：後藤敏男
- 助監督：内川清一郎
- 振付：井上八千代

## キャスト
- お春：田中絹代
- 奥方：山根寿子
- 勝之介：三船敏郎
- 扇屋弥吉：宇野重吉
- お春の父新左衛門：菅井一郎
- 笹屋嘉兵衛：進藤英太郎
- 笹屋番頭文吉：大泉滉
- 菊小路：清水将夫
- 菱屋太三郎：加東大介
- 磯部弥太衛門：小川虎之助
- 田舎大尽：柳永二郎
- お局吉岡：浜田百合子
- 侍女岩橋：市川春代
- お局葛井：原駒子
- 老尼妙海：毛利菊枝
- 笹屋女房お和佐：沢村貞子
- 松平晴隆：近衛敏明
- 重役真鍋金右衛門：荒木忍
- 重役田代甚左衛門：上代勇吉
- 丸屋主人七左衛門：高松錦之助
- 用人篠崎久門：水野浩
- 笹屋の大番頭治平：志賀廼家辨慶
- 所司代役人：坂内永三郎
- 老人：玉島愛造
- 丸屋の番頭：石原須磨男
- 貸衣装屋：横山運平
- お熊：出雲八重子
- お杉：平井岐代子
- お仙：金剛麗子
- 侍女柚垣：草島競子
- 中宿の女将：津路清子
- 扇屋の客：国友和歌子
- 女乞食：衣笠淳子
- 丸屋の仲居おきん：林喜美枝
- 丸屋の仲居おたま：大和久乃
- お春の母とも：松浦築枝

## 評価
1995年（平成7年）にBBCが発表した「21世紀に残したい映画100本」には『東京物語』（小津安二郎監督、1953年）、『椿三十郎』（黒澤明監督、1962年）、『乱』（黒澤明監督、1985年）、『ソナチネ』（北野武監督、1993年）と共に選出された。
受賞
- 1952年：ヴェネツィア国際映画祭 国際賞
- 1953年
  - 第26回キネマ旬報ベスト・テン 第9位
  - 第7回毎日映画コンクール 音楽賞（斎藤一郎）

ランキング
- 1959年：「日本映画60年を代表する最高作品ベストテン」（キネマ旬報発表） 第16位
- 1979年：「日本公開外国映画ベストテン（キネ旬戦後復刊800号記念）」（キネ旬発表） 第6位
- 1982年：「映画史上最高の作品ベストテン・映画批評家が選ぶベストテン」（英国映画協会『Sight & Sound』誌発表） 第56位
- 1989年
  - 「日本映画史上ベストテン（キネ旬戦後復刊1000号記念）」（キネ旬発表） 第7位
  - 「大アンケートによる日本映画ベスト150」（文藝春秋発表） 第14位
- 1995年：「オールタイムベストテン」（キネ旬発表）
  - 「日本映画編」 第5位
  - 「世界映画編」 第26位
- 1999年：「映画人が選ぶオールタイムベスト100・日本映画編（キネ旬創刊80周年記念）」（キネ旬発表） 第11位
- 2009年：「映画人が選ぶオールタイムベスト100・日本映画編（キネ旬創刊90周年記念）」（キネ旬発表） 第36位

## その他
当時の溝口は『武蔵野夫人』の失敗もあり、金ばかり使って当たらない過去の巨匠との評判で、この作品も脚本は出来ていたが、どこも引き受けなかった。それまで興行重視だったプロデューサー、児井英生は話を持って来たえくらん社の松本常保との縁もあり、大監督と四つに組んでみたいと決心をし、児井プロの自主製作とし、新東宝に3800万円で買い取らせることにした(縁のある田中絹代を使うことは最初から想定していた)。児井は全く経費を惜しむことをせず、制作費は7000万円となり、児井が製作した生涯唯一の赤字映画となり、児井プロは約4千万円の借金を抱えたという。
撮影所にどこにも空きがなく、当時菊人形展会場として使われていた大阪府枚方市の遊園地ひらかたパークアトラクションホールで主に撮影され、スタッフ及びキャストは当時営業していたひらかた温泉旅館（廃業）、鍵屋旅館（枚方市有形文化財 現在旅館はしていない）など京阪本線枚方公園駅前にて営業していた旅館に泊まり込み分宿して撮影を終えた。元々軍需工場で防音装置がなく、付近を走る京阪電車の警笛を避ける為に夜間での撮影が中心となったものの不意の警笛をマイクが拾ってしまいNGになる事もあったという。
スタッフを溝口組で固められてはやりにくい児井は撮影、照明に新東宝組を、チーフ助監督には新東宝で『雪夫人絵図』を撮影中に溝口と喧嘩別れしたことのある内川清一郎を当てた。溝口は例によりセットや小道具などのちょっとしたことで機嫌を損ね、たびたび撮影を長時間中断させた。ある日内川が強く諫言したところ、溝口も滅多なことでは休まなくなった。しかし、その後、苦労して警察の撮影許可を取ったロケセットの作り直しを繰り返す溝口に激怒し、内川は助監督を辞める。児井は溝口に主導権を渡さないために、敢えて溝口に頭を下げて取りなすことはしなかったという。
その頃、ヴェニスやカンヌの映画祭はパーティーを開くなど派手な運動をしなければ入賞できないと言われており、児井は出品には消極的であったが、林文三郎から強く勧められ、児井と新東宝の佐生社長が40万円ずつポケットマネーを出して翻訳とスーパーインポーズの費用に充て送るだけ送ったという。受賞は全く予期しなかったことで、授賞式に行く金もなく、賞状とライオン像は送ってもらった。

## ギャラリー

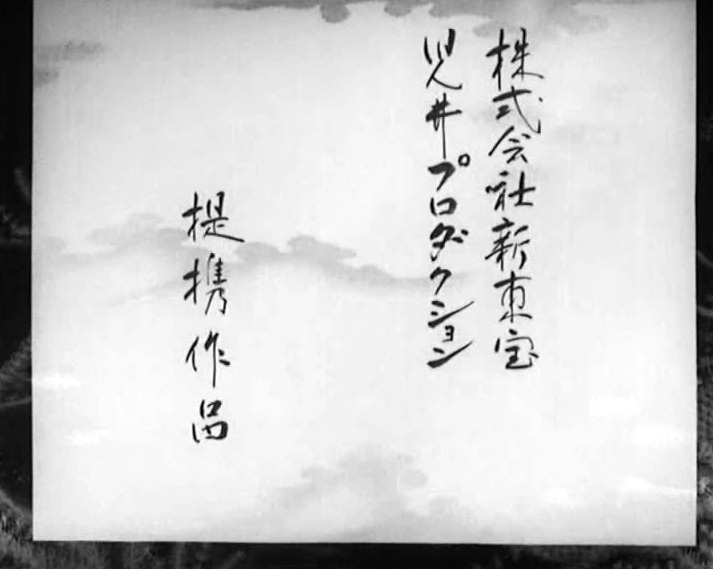
冒頭のクレジット
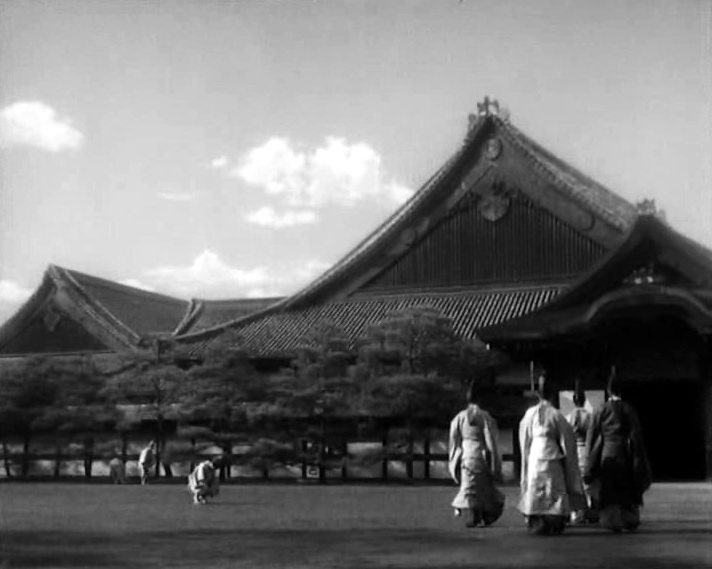
二条城二の丸御殿でのシーン
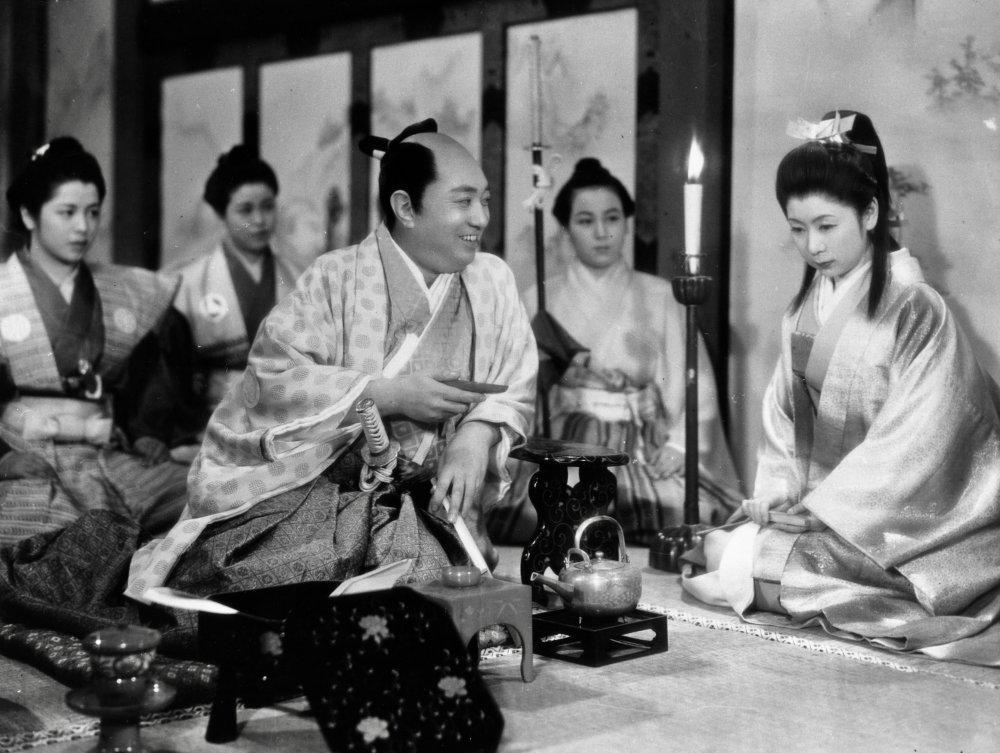
田中絹代（右）と近衛敏明
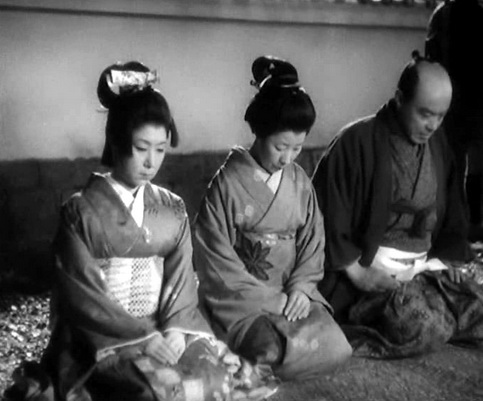
左から田中絹代、松浦築枝、菅井一郎
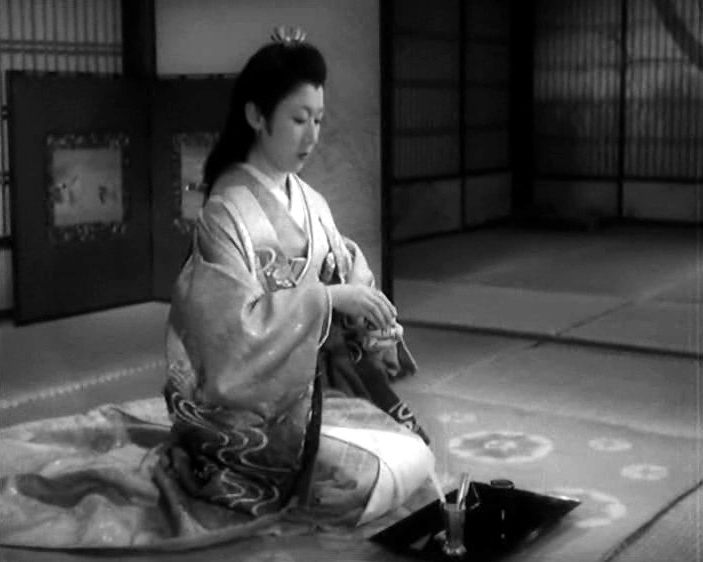
山根寿子
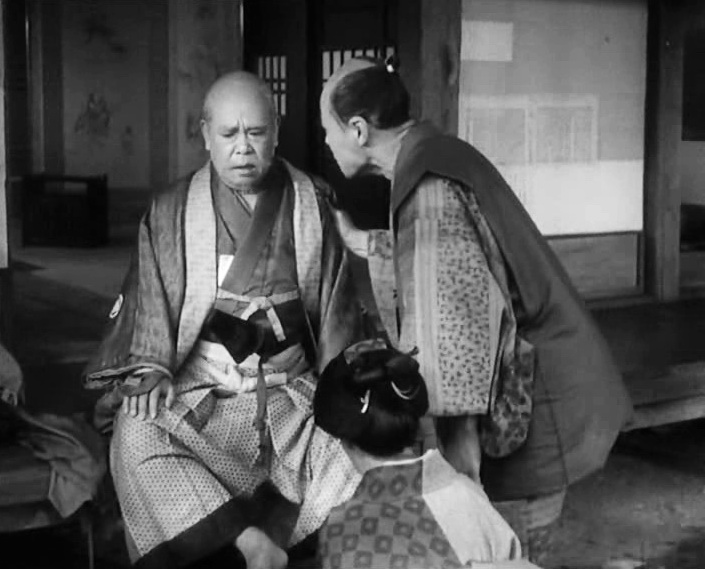
小川虎之助（左）と菅井一郎
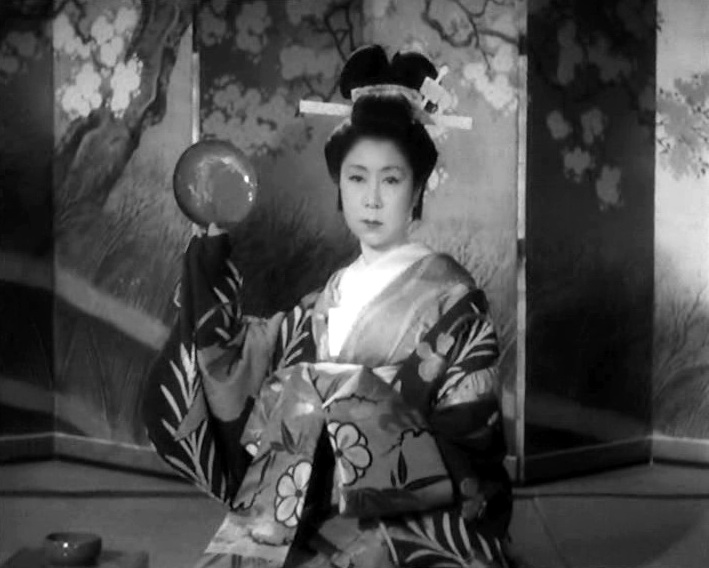
田中絹代
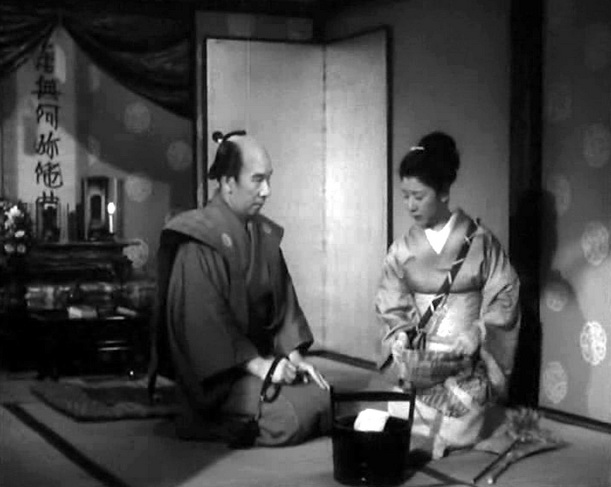
進藤英太郎と田中絹代